# Maxi kislemez
A maxi kislemez, angolul maxi single egy vagy több felvételt, dalt tartalmazó hanghordozó, mely lehet hanglemez, CD, DVD, kazetta is. Általában ezek pár számos kiadványok, melyen egy vagy több felvétel eredeti és remixváltozatai szerepelnek. Általában egy adott előadó beharangozó slágerét tartalmazza még az album (nagylemez) megjelenése előtt.

## Az első maxi kislemez
A maxi kislemez kifejezést már az 1970-es években elkezdték használni, amikor a 7 inch-es kislemezek A oldalán vagy B oldalán több rövid játékidejű dal is szerepelt. Az 1975-ben megjelent Space Oddity című David Bowie-dal, melyen szerepel a Changes és a Velvet Goldmine című felvétel is, egy tipikus példája ennek. Az 1970-es évek végén megjelent 12" bakelitlemezek már ennél több verziót, vagy hosszabb játékidőt biztosítottak a daloknak. Ezek a hanghordozók az 1980-as években már széles körben elterjedtek, és elsősorban promóciós célból lehetett hozzájutni, szigorúan DJ-k, és rádióállomások számára készültek.
1975-ben már több maxilemez jelent meg, többek között az alábbiak: Gary Toms Empire: Drive My Car, Don Downing: Dream World, Barrabas: Mellow Blow, The Trammps: Hooked for Life, Ace Spectrum: Keep Holdin' On, South Shore Commission: Train Called Freedom, The Chequers: Undecided Love, Ernie Rush: Breakaway, Ralph Carter: When You're Young and in Love, Michael Zager & The Moon Band Feat. Peabo Bryson: Do It with Feeling, Monday After: Merry-Go-Round, The Ritchie Family: I Want to Dance és Frankie Valli: Swearin' to God.

## Korai CD-korszak
Amikor a 80-as években megjelentek a CD-lemezek, ez újabb teret adott ennek a formátumnak, így már nem csak hanglemezről beszélünk, hanem maxi CD-ről is, mely ugyanaz, vagy hasonló, mint a bakelit maxilemezekhez képest, ugyanannyi vagy még több dalt tartalmaznak. Példa erre az Erasure 1988-ban kiadott Sometimes című dala, melyet a Mute records adott ki Európában vékony tokkal. A borítón először alkalmazták a Maxi Single CD feliratot.

## Kazetta maxi
A kazetta maxi szintén hasonlított a CD és hanglemez felvételeihez, és az eredeti felvételen túl általában remixeket tartalmazott. Ezt a gyakorlatot a 80-as években vezették be, bár még akkor nem volt túl gyakori, csak később kezdett kiteljesedni. Példa erre Debbie Gibson Out of the Blue című kislemeze, mely az Atlantic Recordsnál jelent meg 1987-ben az USA-ban. Négy változatot tartalmaz: Club Mix, Bonus Beats, Drumapella, Dub Version.

## A digitális maxilemez
Az Internet elterjedésével és a költségek csökkentésével jött létre ez a fajta maxi, ahol a vásárló megvásárolhatja az adott dalt, és le is töltheti a számítógépére legálisan. A felhasználó kiválaszthatja a számára megfelelő zeneszámot, verziót, és letöltheti azt egyenként, vagy akár egyben is, mintha egy teljes maxilemezt vásárolt volna meg. Így a dalok sokkal több emberhez eljutnak, mintha boltban vásárolnák azt meg, illetve lehetséges hogy fizikailag a kislemez nem is jelenik meg, csupán az Interneten hozzáférhető.

## Lásd még
- 12-inch single